# Der Wachsblumenstrauß (1963)
Der Wachsblumenstrauß (Originaltitel: Murder at the Gallop) ist ein englischer Kriminalfilm aus dem Jahr 1963, der lose auf dem Kriminalroman Der Wachsblumenstrauß (After the Funeral) von Agatha Christie basiert.

## Handlung
Als sie Geld für einen guten Zweck sammeln wollen, kommen Miss Marple und der Bibliothekar Mr. Stringer beim Herrenhaus Hilfield Castle des schwerreichen Einsiedlers Mr. Enderby vorbei, nur um mitzuerleben, wie dieser die Treppe hinunterstürzt und verstirbt. Als Miss Marple sich daraufhin umsehen will, findet sie nur einen Lehmbrocken mit dem Abdruck eines Steigbügels vor sowie eine Katze, vor der – wie vor allen Katzen – Mr. Enderby, wie allseits bekannt war, eine Todesangst hatte. Sie vermutet, dass diese absichtlich dort platziert wurde und es sich dementsprechend um Mord handelt, doch der Arzt stellt einen natürlichen Tod fest, und so schenkt Inspektor Craddock ihren Vermutungen keinen Glauben. 
Unterstützt durch Mr. Stringer nimmt Miss Marple daher selbst Ermittlungen auf und belauscht heimlich die Testamentseröffnung, bei der das große Erbe des alten Enderby von über 100.000 Pfund auf seine Erben aufgeteilt werden soll. Überraschend bestätigt dessen Schwester, Cora Lansquenet, ihren Verdacht, indem sie ebenfalls einen Mord an dem Erblasser vermutet. Als Miss Marple ihr wenig später einen Besuch abstatten will, kommt sie allerdings schon zu spät und findet sie tot vor, erstochen mit einer Hutnadel durch die Rückenlehne ihres Stuhls. 
Diesmal war es einwandfrei Mord, sodass auch Inspektor Craddock beginnt, Nachforschungen anzustellen, nicht ohne sich über Miss Marples Einmischung zu ärgern. Eine Familienzusammenkunft im Reiterhotel Gallop, das einem der Erben gehört, stellt sich als ideale Gelegenheit heraus, um die Verdächtigen festzusetzen und zu befragen. Auch Miss Marple, die als exzellente Reiterin und Eigentümerin eines seltenen Broadbeech-Damensattels von 1885 ein perfektes Alibi hat, quartiert sich ein und wird sogar vom Eigentümer Hector Enderby auf einen Reitausflug eingeladen. Immer wieder versucht sie, den gefundenen Lehmbrocken mit den Stiefeln der Verdächtigen abzugleichen, um herauszufinden, wer kurz vor dem Tod des alten Enderby noch bei diesem war. Als sie ein Gespräch der Erben belauschen kann, findet sie heraus, dass diese sich um ein potenziell wertvolles Gemälde aus dem Nachlass des Toten streiten und jeder dem anderen die Morde zutraut. Daher schrecken sie auch nicht davor zurück, die Gesellschafterin Lansquenets, Miss Milchrest, zu bedrängen, da sie sie bezichtigen, von ihrer Herrin die Identität des Mörders erfahren zu haben, was diese bestreitet. Miss Marple findet zwar heraus, dass der gefundene Lehmabdruck zum Stiefel von George Crossfield gehört, einem der Erben, dieser scheidet jedoch sofort wieder als Verdächtiger aus, da er sich mit dem tatsächlichen Mörder unterhält, der allerdings stumm bleibt. Kurz darauf wird auch er ermordet, als er sich in den Stall begibt und der Mörder von außen die Pferde aufscheucht, die Crossfield daraufhin tottrampeln. Trotz dieser Tragödie ist sich Miss Marple sicher, den Mörder ermittelt zu haben, und stellt ihm eine Falle, indem sie beim Tanzabend einen Schwächeanfall vortäuscht und sich auf ihr Zimmer zurückzieht. Ein herbeigerufener Polizeiarzt teilt den anwesenden Enderbys sowie dem Inspektor und Mr. Stringer (die beide in den Plan eingeweiht sind) mit, dass jeder Schock sich nun tödlich auswirken könnte, wodurch der anwesende Mörder gereizt wird, sie auf eine ähnliche Weise anzugreifen wie den alten Enderby. In der Nacht stattet ihr der Mörder einen Besuch ab, verkleidet als die verstorbene Cora Lansquenet, doch es handelt sich in Wahrheit um deren Bedienstete Miss Milchrest, die die beiden ersten Morde nur begangen hatte, um das wertvolle Gemälde von ihrer Herrin zu erben. Bevor sie auch Miss Marple mit einer Hutnadel erstechen kann, eilen Polizisten herein, um die Falle zuschnappen zu lassen.
Nachdem die Mörderin festgenommen und wieder Frieden eingekehrt ist, bittet Hector Enderby Miss Marple noch einmal zu sich, um ihr einen Heiratsantrag zu machen. Sie ist geschmeichelt, macht jedoch verständlich, dass sie beide zu unterschiedlich sind, woraufhin er erleichtert einsieht, dass er mit ihrer Absage noch einmal Glück hatte.

## Trivia
- Der Wachsblumenstrauß ist die zweite von insgesamt vier Miss-Marple-Verfilmungen mit Margaret Rutherford in der Hauptrolle.
- Im Gegensatz zur ersten Miss-Marple-Verfilmung 16 Uhr 50 ab Paddington mit Margaret Rutherford ist die Vorlage ein Hercule-Poirot-Fall, der für den Film entsprechend adaptiert wurde.
- Der Kriminalroman wurde 1953 veröffentlicht. In den USA erschien er als Funerals Are Fatal und wurde in Großbritannien später auch unter dem Filmtitel Murder at the Gallop publiziert.
- Der deutsche Titel ist irreführend, da er von der Übersetzung der Romanvorlage übernommen wurde. Hierin liefert ein Wachsblumenstrauß Hercule Poirot den entscheidenden Hinweis zur Lösung des Falles, in der Verfilmung kommt jedoch keiner vor. Deshalb sollte der deutsche Titel ursprünglich lauten „Der Mörder sitzt am Tisch“ – ein Programmheft mit diesem Titel war bereits gedruckt und Kopien damit gezogen worden, bevor er in letzter Sekunde in die Buchvariante abgeändert wurde.
- In der deutschen Synchronisation äußert Miss Marple zu Beginn des Films ihre Mordtheorie gegenüber Inspektor Craddock, indem sie ihn auf Agatha Christies Roman „Der Wachsblumenstrauß“ anspricht, in dem sich ein ähnlicher Mord zugetragen haben soll. Im Originalton erwähnt sie allerdings einen Roman mit dem Titel The Ninth Life von Agatha Christie, der in der Realität nicht existiert.
- Als Miss Marple den zweiten Mord melden will, spricht sie von Murder most foul, was der Originaltitel der dritten Miss-Marple-Verfilmung ist (Deutscher Titel: Vier Frauen und ein Mord). In der deutschen Synchronisation konnte diese Anspielung nicht übernommen werden.
- Die Uraufführung des Filmes fand während der Gartenparty einer Kirche im ländlichen Cheshire statt.
- Die deutsche Fernseh-Erstausstrahlung von „Der Wachsblumenstrauß“ war am 14. Februar 1970 um 20:15 Uhr im ZDF.
- Stringer Davis war mit Margaret Rutherford verheiratet.
- 2005 wurde das Buch in der Fernsehserie Agatha Christie’s Poirot recht werkgetreu neuverfilmt mit David Suchet in der Hauptrolle.
- Im Vorspann (01:28) ist die kleine Kirche St John the Baptist aus dem 14. Jahrhundert zu sehen, die im Ort Little Marlow steht.

## Synchronisation
Die deutsche Synchronbearbeitung entstand 1963 im MGM Synchronisations-Atelier, Berlin.
| Rolle              | Darsteller          | Synchronsprecher |
| ------------------ | ------------------- | ---------------- |
| Miss Marple        | Margaret Rutherford | Ursula Krieg     |
| Hector Enderby     | Robert Morley       | Erich Fiedler    |
| Inspektor Craddock | Charles Tingwell    | Harald Juhnke    |
| Jim Stringer       | Stringer Davis      | Walter Bluhm     |
| Miss Milchrest     | Flora Robson        | Elfe Schneider   |
| Hillman            | Duncan Lamont       | Holger Kepich    |
| Dr. Maxwell        | Kevin Stoney        | Lothar Blumhagen |
| Michael Shane      | James Villiers      | Joachim Pukaß    |
| Rosamund Shane     | Katya Douglas       | Bettina Schön    |
| George Crossfield  | Robert Urquhart     | Stefan Wigger    |
| Sgt. Bacon         | Gordon Harris       | Toni Herbert     |

## Auszeichnungen
- 1964 – nominiert für den „Edgar“ des Edgar Allan Poe Awards als „Bester ausländischer Film“.

## Kritiken
- „Die köstliche Margaret Rutherford und eine Reihe netter Details machen auch diesen Agatha-Christie-Krimi zu einem zwar nicht aufregenden, aber anregenden Filmvergnügen.“ (Wertung: 2 Sterne = durchschnittlich) –  Lexikon „Filme im Fernsehen“[3]

- „Die zweite Miss-Marple-Verfilmung (…) ist bereits deutlich schwächer als 16 Uhr 50 ab Paddington. Doch das schauspielerische Duell zwischen dem hochnäsig-snobistischen Robert Morley und der volkstümlichen, altjüngferlichen Margaret Rutherford bleibt allemal sehenswert. Beide verstehen es, die Spielfreude, die sie trotz der doch schon reichlich angestaubten Story zeigen, dem Zuschauer zu vermitteln.“ – Lexikon des Kriminalfilms[4]

- „Der Angelpunkt des Vergnügens: Die köstliche Margaret Rutherford. Durch sie erhält das Geschehen Gemütlichkeit und einen herzhaft humoristischen Akzent, den notwendigen Grundzug des intelligent Spielerischen.“ – Film-Echo

- „Der Film hat Atmosphäre, Charme und Spannung, er spiegelt mit angelsächsisch-trockenem Humor eine typisch englische Welt wider.“ – Hamburger Abendblatt

- „Einer der besten ‚Miß-Marple‘-Filme.“ – Bernd Beckmann, Gong, München

- „Ein köstlicher britischer Krimispaß, in dem die großartige Margaret Rutherford mit dem nicht minder skurrilen Robert Morley einen glänzenden Partner zur Seite gestellt bekam. Spannung und hintergründiger Humor sind gleichermaßen wohl dosiert und machen diesen Streifen zum gelungensten Film der ganzen Serie.“ – Das große TV Spielfilm Filmlexikon[5]

- „Nette bis komische und oftmals auch spannende Krimi-Unterhaltung, die sich äußerst frei an Geschichten der Krimi-Autorin Agatha Christie anlehnt. ‚Der Wachsblumenstrauß‘ zeigt das wunderbare Darstellertrio mit Margaret Rutherford als schrullig-gewitzte Altdetektivin, Stringer Davies als ihren liebenswerten Assistenten und Charles Tingwell als Inspektor am Rande des Nervenzusammenbruchs.“ – Prisma (Online-Filmdatenbank)[6]

## Musik
Die Filmmusik zu den Miss-Marple-Filmen stammt von Ron Goodwin. Die Titelmelodie ist auf verschiedenen LPs und CDs erschienen. Eine Suite aus den Filmen ist auf der CD The Miss Marple Films, vorhanden.

## DVD
- Miss-Marple-4-DVD-Box mit allen vier Filmen mit Margaret Rutherford (mehrere Ausgaben). In einer ersten Viererbox von Warner Home Video aus dem Jahr 2003 sind die Filme jedoch alle nicht in der Original-Breitwandversion auf den DVDs. Einzig Mörder ahoi! ist annähernd im Originalformat von 1.66:1 enthalten. In einer Neuauflage der Viererbox von Warner im Jahre 2006 sind die Filme digital überarbeitet und dieses Mal – abweichend von der Angabe auf der Verpackung – im Format von 1,78:1. Der Unterschied zwischen den beiden Auflagen liegt darin, dass das Bild der Erstausgabe (und der vorangegangenen Fernsehausstrahlungen) seitlich beschnitten ist, dafür am oberen und unteren Bildrand mehr Informationen enthält (was auf eine Open-Matte-Version hinzuweisen scheint), während das Bild der Neuauflage am oberen und unteren Bildrand beschnitten ist, dafür an den Seiten mehr Bildinformationen bietet. Beide Versionen weichen also vom Originalformat ab.